# فرانسوا رايشنباخ
فرانسوا رايشنباخ (بالفرنسية: François Reichenbach)‏ هو كاتب سيناريو ومنتج أفلام ومصور سينمائي ومخرج فرنسي، ولد في 21 يوليو 1921 في باريس في فرنسا، وتوفي في 2 فبراير 1993 في نويي-سور-سين في فرنسا.

## وصلات خارجية
- فرانسوا رايشنباخ على موقع IMDb (الإنجليزية)
- فرانسوا رايشنباخ على موقع ألو سيني (الفرنسية)
- فرانسوا رايشنباخ على موقع ميوزك برينز (الإنجليزية)
- فرانسوا رايشنباخ على موقع أول موفي (الإنجليزية)
- فرانسوا رايشنباخ على موقع قاعدة بيانات الأفلام السويدية (السويدية)
- فرانسوا رايشنباخ على موقع قاعدة بيانات الفيلم (الإنجليزية)
- فرانسوا رايشنباخ على موقع كينوبويسك (الروسية)